# Кызылшекара
Кызылшекара (Кызылшагара, каз. Қызылшекара) — село в Райымбекском районе Алматинской области Казахстана. Входит в состав Сумбинского сельского округа. Код КАТО — 195863200.

## Население
В 1999 году население села составляло 2004 человека (1025 мужчин и 979 женщин). По данным переписи 2009 года, в селе проживали 1854 человека (942 мужчины и 912 женщин).

## Топографические карты
- Лист карты K-44-41 Нарынкол. Масштаб: 1 : 100 000. Издание 1974 г.